# Championnats du monde de triathlon en relais mixte 2019
Navigation
Édition précédente Édition suivante
Les championnats du monde de relais mixte 2019 de la Fédération internationale de triathlon se tiennent à Hambourg, en Allemagne le 7 juillet 2019. Compétition créée en 2009. Ce championnat du monde coïncide avec l'organisation de l'épreuve 2019 des séries mondiales de triathlon (WTS).
Pour cette épreuve, chaque pays est autorisé à participer avec une équipe de quatre participants, composée de deux femmes et de deux hommes. Les équipes doivent s'affronter dans l'ordre suivant : (1 femme/1 homme/1 femme/1 homme).

## Résumé
Pour défendre le titre dont ils sont détendeurs l'équipe de France de triathlon présente un relais remanié constitué de deux jeunes compétiteurs Émilie Morier et Léo Bergère et deux plus expérimentés Cassandre Beaugrand et Vincent Luis. Les tenants du titre affrontent les 14 équipes internationales autour d'une épreuve de quatre cycles de 300 mètres de natation, 7 kilomètres de vélo de route et 1,7 kilomètre de course à pied.
Dès le départ de l'épreuve, les équipes britanniques et américaines affichent leurs ambitions sur cette compétition, Émilie Morier, première relayeuse française en légère difficulté au cours de la partie natation, refait son retard dans les deux autres épreuves pour passer le relais en 7e position proche des leaders à cet instant, l'Allemande Laura Lindemann et la Néerlandaise Maya Kingma. Léo Bergère second relayeur français, réussit sa jonction avec la tête de course et faisant état d'une bonne forme et s'échappe sur la partie vélo, suivi seulement par le Belge Marten Van Riel qui parvient à résister à cette attaque. Cassandre Beaugrand récupère le relais dans d'excellente condition et prend dès lors la tête de course, suivi de l’Australienne Emma Jeffcoat, elles sont toutefois reprises par le groupe de chasse dans la partie vélo. Dominant largement la course à pied, la Française passe le relais au dernier équipier Vincent Luis avec dix secondes d'avance sur tous les poursuivants. Le Belge Jelle Geens et l'Australien Jacob Birtwhistle lancés à sa poursuite ainsi que l'Allemand Justus Nieschlag vont être les principaux prétendants pour le relais final. Vincent Luis s’échappe avec l'Allemand dans la partie vélo, pour un ultime épreuve de course à pied qui se déroule dans un final en tête à tête. Le Français dans un rythme supérieur surclasse l’Allemand et porte son attaque dans les derniers hectomètres pour franchir la ligne en vainqueur et offrir à l'équipe de France, son troisième titre mondial dans cette spécialité. L'Allemagne et l'Australie surprennent en prenant les seconde et troisième places détrônant les équipes britanniques et américaines habituées du podium dans cette spécialité,.

## Palmarès
Classement général du championnat du monde 2019.
| Rang               | Équipe | Temps           |
| ------------------ | --- | --------------- |
| Médaille d'or      | France | 1 h 20 min 18 s |
| Médaille d'or      | - Émilie Morier 21 min 14 s - Léo Bergère 18 min 52 s - Cassandre Beaugrand 21 min 21 s - Vincent Luis 18 min 52 s     | 1 h 20 min 18 s |
| Médaille d'argent  | Allemagne | 1 h 20 min 20 s |
| Médaille d'argent  | - Laura Lindemann 20 min 54 s - Valentin Wernz 19 min 21 s - Nina Eim 21 min 18 s - Justus Nieschlag 18 min 50 s       | 1 h 20 min 20 s |
| Médaille de bronze | Australie | 1 h 20 min 43 s |
| Médaille de bronze | - Natalie Van Coevorden 21 min 6 s - Aaron Royle 19 min 5 s - Emma Jeffcoat 21 min 26 s - Jacob Birtwhistle 19 min 8 s | 1 h 20 min 43 s |
| 4                  | Nouvelle-Zélande | 1 h 20 min 46 s |
| 5                  | Canada | 1 h 21 min 8 s  |
| 6                  | Espagne | 1 h 21 min 13 s |
| 7                  | Belgique | 1 h 21 min 20 s |
| 8                  | Pays-Bas | 1 h 21 min 56 s |
| 9                  | États-Unis | 1 h 22 min 7 s  |
| 10                 | Royaume-Uni | 1 h 22 min 47 s |
| 11                 | Japon | 1 h 23 min 6 s  |
| 12                 | Italie | 1 h 23 min 17 s |
| 13                 | Russie | 1 h 24 min 44 s |
| 14                 | Suisse | LAP             |
| 14                 | Mexique | LAP             |
| 14                 | Afrique du Sud | LAP             |